# Óscar Rueda
Óscar Rueda (Bogotá, Colombia; 6 de octubre de 1982) es un exfutbolista colombiano. Jugaba de delantero y su último equipo fue el Fortaleza F. C.

## Clubes
| Club                 | País     | Año         |
| -------------------- | -------- | ----------- |
| Santa Fe             | Colombia | 2002 - 2006 |
| Atlético Bucaramanga | Colombia | 2006 - 2007 |
| Santa Fe             | Colombia | 2008 - 2009 |
| Atlético Huila       | Colombia | 2009 - 2012 |
| Fortaleza F. C.      | Colombia | 2013        |